# Ostrov (Tulcea)
Ostrov è un comune della Romania di 2 064 abitanti, ubicato nel distretto di Tulcea, nella regione storica della Dobrugia. 
Il comune è formato dall'unione di 2 villaggi: Ostrov e Piatra.
Nei pressi di Ostrov, in una località chiamata Piatra Frecăţei, si trovano le rovine di alcune fortificazioni di epoca prima Romana e poi Bizantina; nelle vicinanze si trovano inoltre i resti di una basilica paleocristiana databile tra il V ed il VI secolo.